# Cruz de conciliación

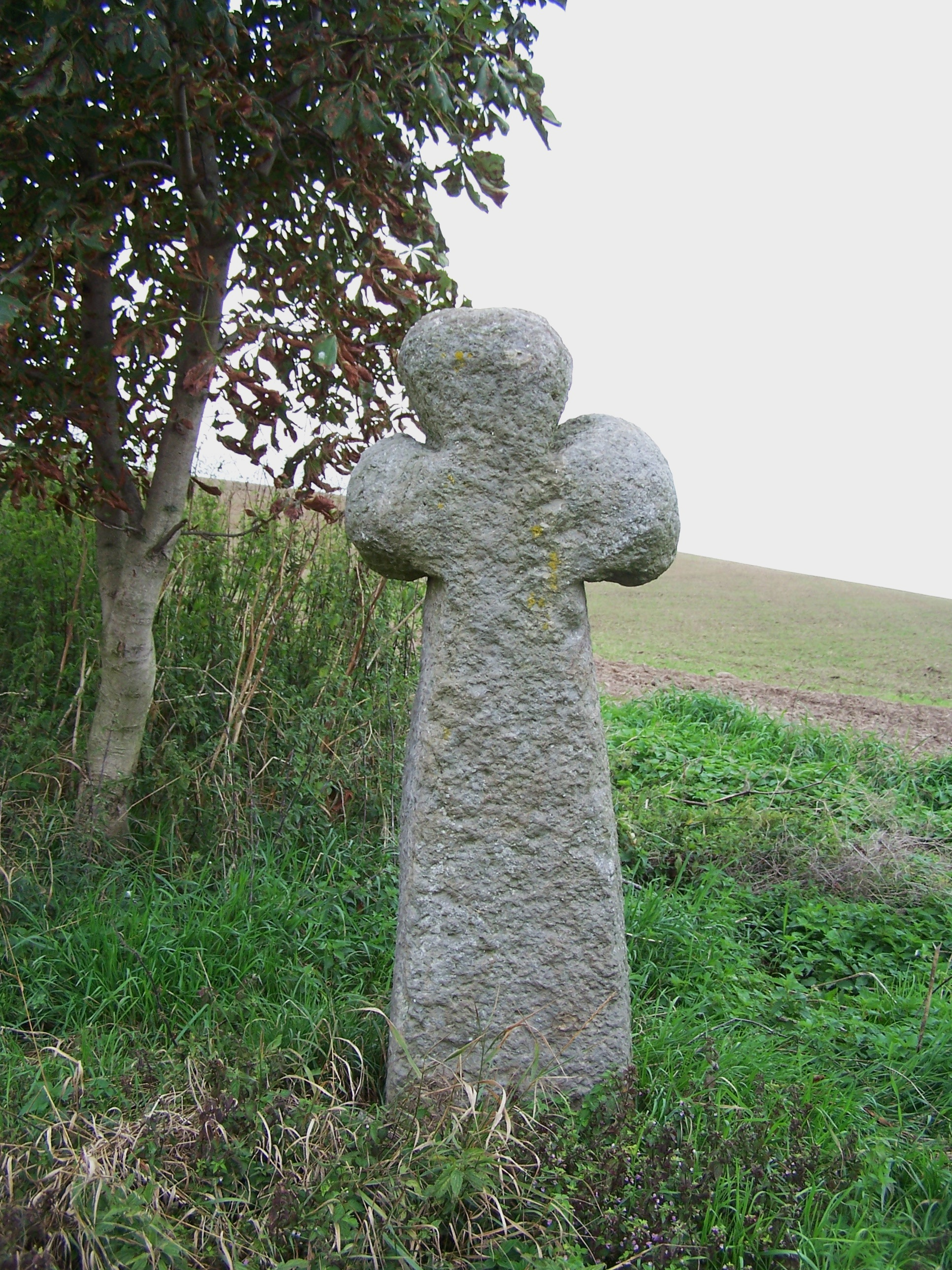
Cruz de la Conciliación cerca de Jaroměř, la más grande de la República Checa.

La cruz de la conciliación, también conocida como cruz de camino o cruz de penitencia, es una cruz de piedra que se colocaba en un lugar donde había ocurrido un asesinato o un accidente. Se encuentran principalmente en Europa Central.

## Propósito
En la Edad Media y principios de la Edad Moderna, las cruces de la conciliación se erigían como símbolo de penitencia por delitos, generalmente por asesinatos. Si el autor del asesinato no era castigado conforme a la ley, celebraba un contrato con la familia de la víctima o con el ayuntamiento, que incluía la obligación de erigir una cruz de piedra. Por lo general, el culpable tenía que erigirla con sus propias manos.
Muchas de las cruces de conciliación están asociadas a leyendas locales. Se consideran uno de los monumentos jurídicos más antiguos de Chequia.

## Incidencia e investigación
En 1983 se fundó la Sociedad para la Investigación de las Cruces de Piedra bajo los auspicios del Museo Aš en la República Checa. La sociedad creó un registro de cruces de piedra en la República Checa y se ocupa de su protección. La organización registra 2685 cruces de conciliación en la República Checa y 273 en otros países, especialmente en Europa Central.  

## Galería

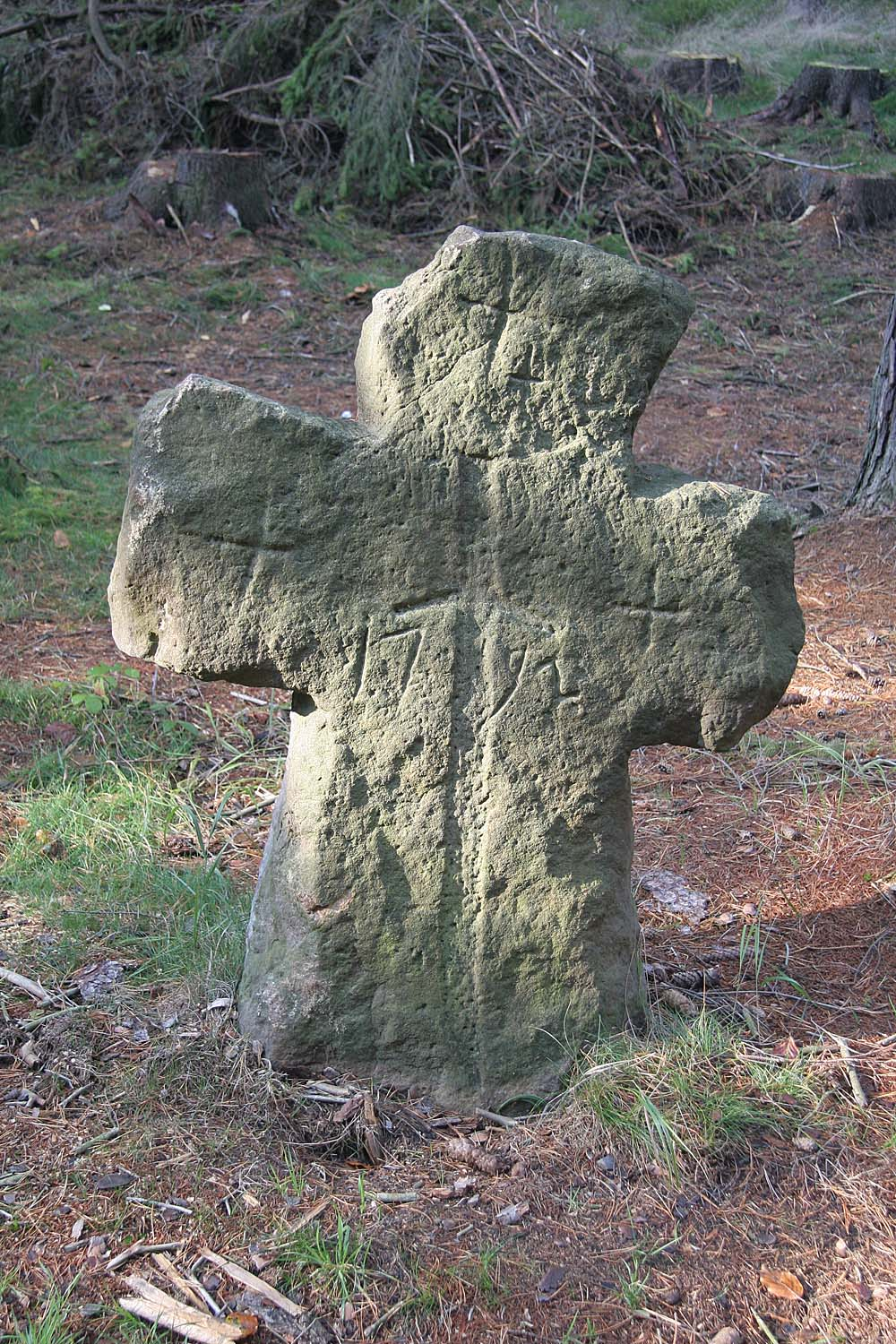
Cruz de conciliación cerca de Růžová, República Checa.
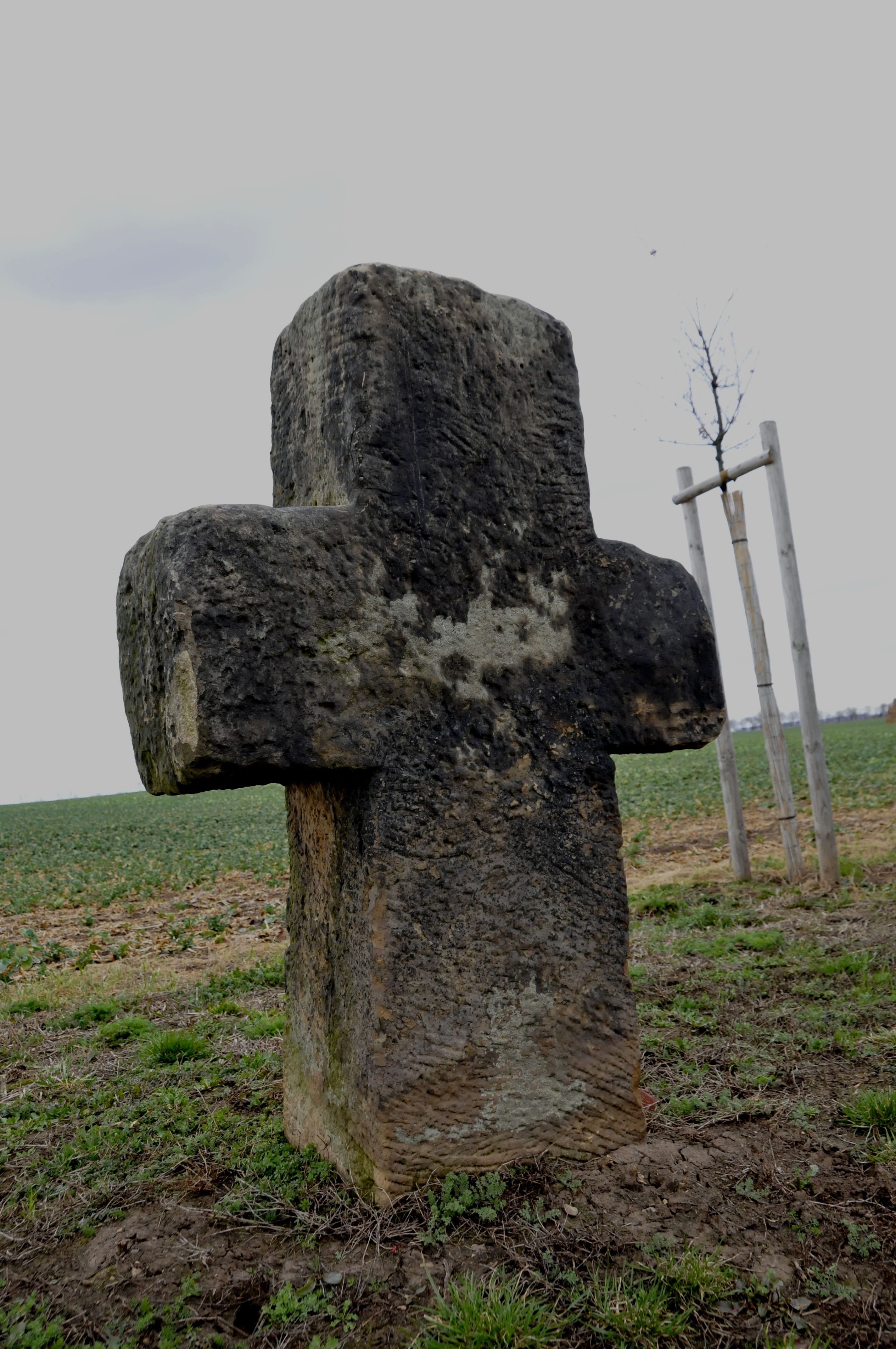
Cruz de conciliación cerca de Kleinretbach, Alemania.
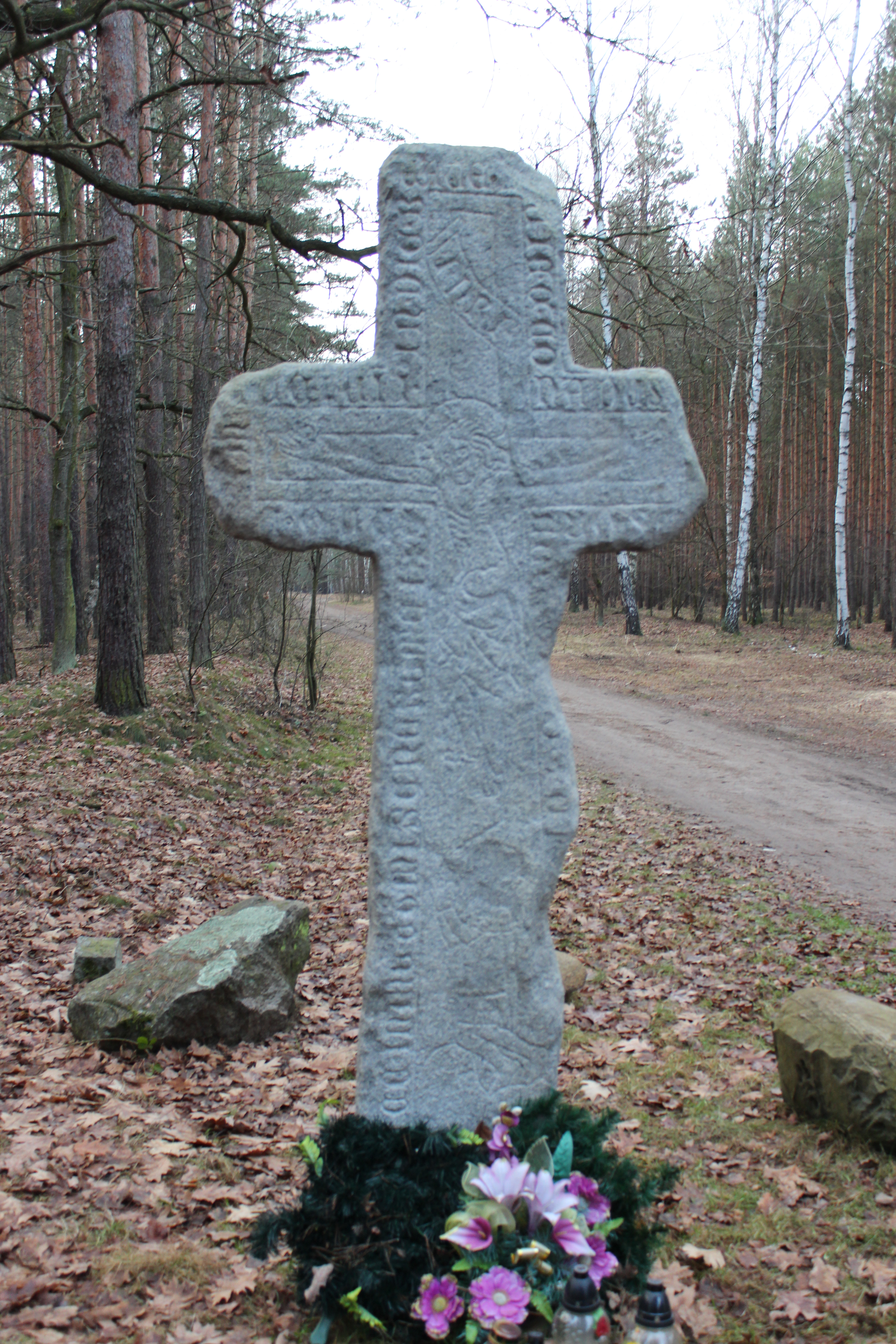
Cruz de conciliación cerca de Kijowice, Polonia.